# Миниђо (Бјела)
Миниђо је насеље у Италији у округу Бијела, региону Пијемонт.
Према процени из 2011. у насељу је живело 26 становника. Насеље се налази на надморској висини од 567 м.